# Санта-Албертина
Санта-Албертина (порт. Santa Albertina) — муниципалитет в Бразилии, входит в штат Сан-Паулу. Составная часть мезорегиона Сан-Жозе-ду-Риу-Прету. Входит в экономико-статистический микрорегион Жалис. Население составляет 5376 человек на 2006 год. Занимает площадь 274,277 км². Плотность населения — 19,6 чел./км².
Праздник города — 24 июня.

## История
Город основан в 1959 году.

## Статистика
- Валовой внутренний продукт на 2003 составляет 45 157 177,00 реалов (данные: Бразильский институт географии и статистики).
- Валовой внутренний продукт на душу населения на 2003 составляет 8252,41 реала (данные: Бразильский институт географии и статистики).
- Индекс развития человеческого потенциала на 2000 составляет 0,784 (данные: Программа развития ООН).

## География
Климат местности: субтропический. В соответствии с классификацией Кёппена, климат относится к категории Cwa.